# Tycomarptes semyensis
Tycomarptes semyensis là một loài bướm đêm trong họ Noctuidae.